# 水戸インターチェンジ

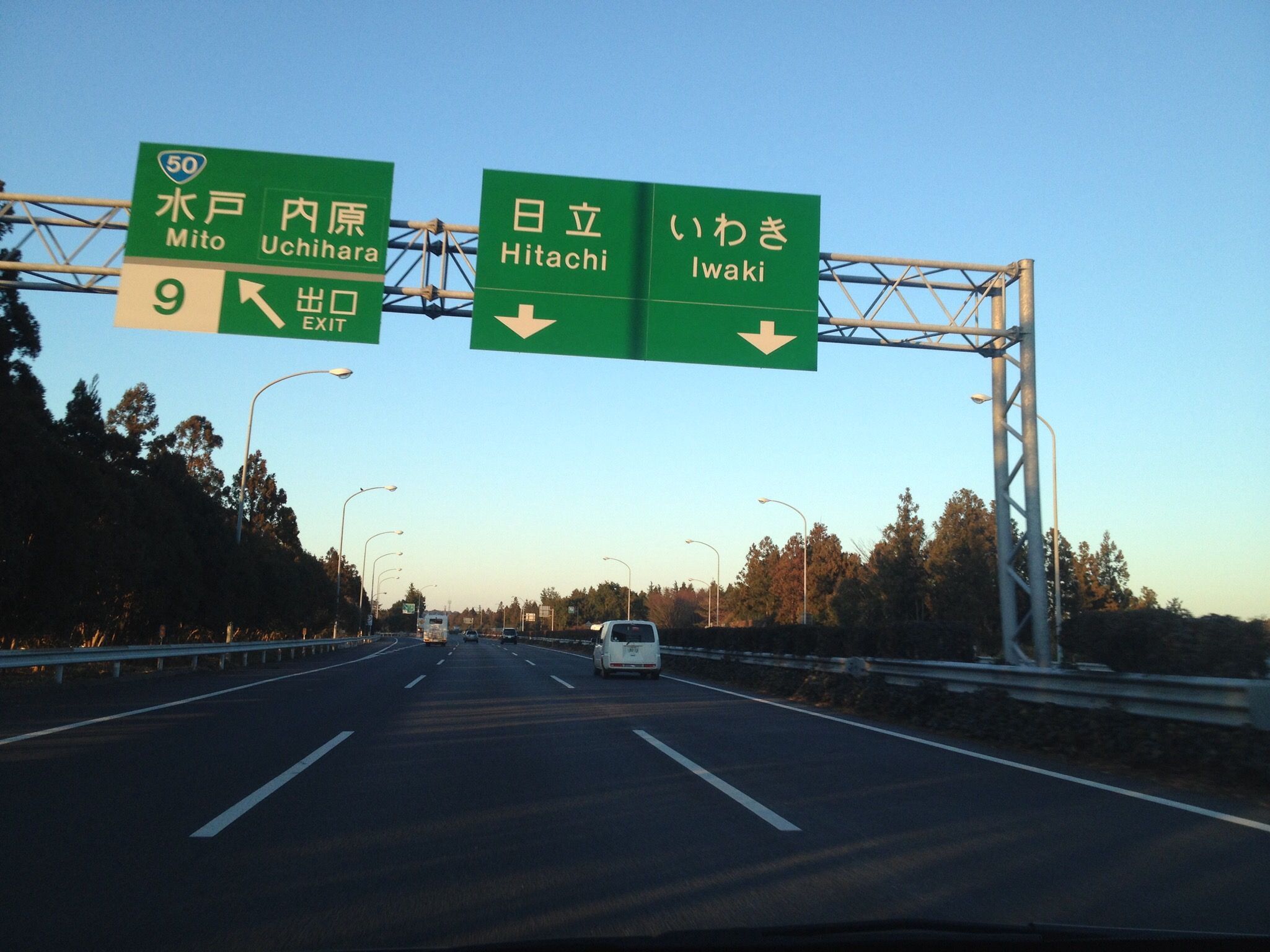
常磐自動車道下り線の本線上から。

水戸インターチェンジ（みとインターチェンジ）は、茨城県水戸市加倉井町にある、常磐自動車道のインターチェンジ。水戸市の西部に位置し、水戸市中心部方面へのほか、東茨城郡城里町や栃木県芳賀郡茂木町への最寄りとなるインターチェンジの一つ（ETC車は次の水戸北SICが最寄り）。
東日本高速道路関東支社水戸管理事務所が併設されている。
常磐自動車道は、このICを境に三郷方面が6車線、いわき方面が4車線となる。

## 歴史
- 1984年（昭和59年）3月27日：千代田石岡IC - 那珂IC間開通に伴い、供用開始[1]。

## 周辺
- 水戸駅（JR東日本・常磐線/水郡線、鹿島臨海鉄道大洗鹿島線）
- 赤塚駅（JR東日本・常磐線）
- 内原駅（JR東日本・常磐線）
- 偕楽園
- 茨城県庁
- 茨城県立水戸桜ノ牧高等学校
- 水戸市総合運動公園
- イオンモール水戸内原

## 道路
- E6 常磐自動車道（9番）

## 接続する道路
- 直接接続
  - 国道50号

## 料金所
- ブース数：10

### 入口
- ブース数：4　
  - ETC専用：1　
  - ETC・一般：1　
  - 一般：2

### 出口
- ブース数：6　
  - ETC専用：2　
  - ETC・一般：1　
  - 一般：3

## その他
- 2011年3月11日に発生した東北地方太平洋沖地震（東日本大震災）の復興支援として、東北地方などの高速道路無料化措置が6月20日から講じられたが、対象のインターチェンジで出入りすれば東北地方以外の通行料金も無料となることから、首都圏に近い当ICでUターンする事例が続出し、無料化対象となっている中型車以上の通行量が4倍となり、Uターン車が生活道路にまで進入する事態となった[2]。このこともあり[3]、中型車以上の無料化は、当初の予定を延長せず8月末で終了することとなった[4]。

## 隣
E6 常磐自動車道
(8)岩間IC - (8-1)友部SA/SIC - (8-2)友部JCT - (9)水戸IC - 田野PA - (9-1)水戸北SIC - (10)那珂IC